# Vaterländischer Künstlerverein

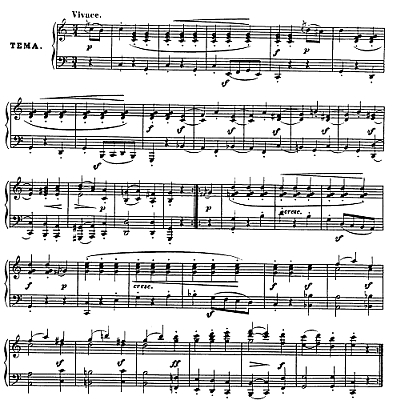
El Vals de Diabelli, tema de les variacions.

Vaterländischer Künstlerverein és el nom d'un projecte musical col·laboratiu constituït per vuitanta-tres variacions per a piano a partir d'un tema original d'Anton Diabelli. Aquestes variacions van ser compostes per cinquanta-un compositors que vivien a Àustria o hi tenien alguna relació. L'antologia es va publicar en dues parts el 1823 i 1824, i en ella estan incloses les trenta-tres Variacions Diabelli, Op. 120 de Ludwig van Beethoven, així com variacions úniques d'altres cinquanta compositors, com Carl Czerny, Franz Schubert, Johann Nepomuk Hummel, Ignaz Moscheles, Friedrich Kalkbrenner, Franz Liszt i d'altres menys coneguts, com un fill de Wolfgang Amadeus Mozart. Liszt tenia tan sols dotze anys en el moment de la publicació.

## Primera part: Beethoven
El conjunt de les trenta-tres Variacions Diabelli, Op. 120 de Ludwig van Beethoven és considerat com una de les obres mestres de la música per a piano, i se situa també per sobre de la resta de composicions del Vaterländischer Künstlerverein; per això sovint s'interpreten i enregistren.

## Segona part
Entre els compositors d'aquesta segona part hi ha alguns noms que segueixen sent molt coneguts avui dia, però molts altres d'ells han passat a l'oblit. La numeració de les variacions segueix un estricte ordre alfabètic, segons les convencions de la data de publicació de l'obra. La llista és la següent: 
| Núm. | Compositor                    | Anys      | Compàs (*) | Tonalitat (*)            | Tempo (*)                | Núm. de compassos | Observacions      |
| ---- | ----------------------------- | --------- | ---------- | ------------------------ | ------------------------ | ----------------- | ----------------- |
| Tema | Anton Diabelli                | 1781-1858 | 3/4        | do M                     | Vivace                   | 64                |                   |
| 1.   | Ignaz Assmayer                | 1790-1862 | 3/4        | do M                     | Moderato                 | 64                |                   |
| 2.   | Carl Maria von Bocklet        | 1801-1881 | 2/4        | do M                     | Vivace                   | 64                | [ nota 2 ]        |
| 3.   | Leopold Eustachius Czapek     | 1792-1840 | 3/8        | do M                     | Vivace molto legato      | 64                | [ nota 3 ]        |
| 4.   | Carl Czerny                   | 1791-1857 | 3/4        | do M                     |                          | 64                |                   |
| 5.   | Joseph Czerny                 | 1785-1842 | 3/4        | do M                     |                          | 64                | [ nota 4 ]        |
| 6.   | Moritz Graf von Dietrichstein | 1775-1864 | 3/4        | do M                     | Tempo vivo del Thema     | 64                |                   |
| 7.   | Joseph Drechsler              | 1782-1852 | 3/4        | do M                     | Adagio– Allegro          | 167               | "Quasi overture"  |
| 8.   | Emanuel Aloys Förster         | 1748-1823 | 3/4        | do M                     | Allegro                  | 294               | "Capriccio"       |
| 9.   | Franz Jakob Freystädtler      | 1761-1841 | 9/8        | do M                     |                          |                   | [ nota 7 ]        |
| 10.  | Johann Gänsbacher             | 1778-1844 | 3/4        | do M                     |                          | 64                | [ nota 8 ]        |
| 11.  | Joseph Gelinek                | 1758-1825 | 3/4        | do M                     | Presto                   | 128               | [ nota 9 ]        |
| 12.  | Anton Halm                    | 1789-1872 | 3/4        | do M                     | Dolce                    | 64                |                   |
| 13.  | Joachim Hoffmann              | 1788-1856 | 3/4        | do M                     | Vivo                     | 80                | "Fugato"          |
| 14.  | Johann Horzalka               | 1798-1860 | 3/4        | la♭ M                    | Adagio                   | 34                |                   |
| 15.  | Joseph Huglmann               | 1768-1839 | 3/4        | la♭ M                    | Allegro                  | 64                | [ nota 10 ]       |
| 16.  | Johann Nepomuk Hummel         | 1778-1837 | 3/4        | do M                     |                          | 64                |                   |
| 17.  | Anselm Hüttenbrenner          | 1794-1868 | 3/4        | do M                     | Allegro                  | 63                | [ nota 11 ]       |
| 18.  | Friedrich Kalkbrenner         | 1785-1849 | 3/4        | do M                     | Allegro non troppo       | 64                | [ nota 12 ]       |
| 19.  | Friedrich August Kanne        | 1778-1833 | 3/4        | do M                     |                          | 64                |                   |
| 20.  | Joseph Kerzkowsky             | 1791-?    | 3/4        | fa M                     | Moderato con espressione | 64                | [ nota 13 ]       |
| 21.  | Conradin Kreutzer             | 1780-1849 | 3/4        | do M                     | Vivace                   | 64                |                   |
| 22.  | Eduard Baron von Lannoy       | 1787-1853 | 3/4        | do M                     |                          | 64                | [ nota 14 ]       |
| 23.  | Maximilian Joseph Leidesdorf  | 1787-1840 | 3/4        | do M                     |                          | 64                | [ nota 15 ]       |
| 24.  | Franz Liszt                   | 1811-1886 | 2/4        | do m                     | Allegro                  |                   | [ nota 16 ]       |
| 25.  | Joseph Mayseder               | 1789-1863 | 3/4        | do M                     | Allegro                  | 64                | [ nota 17 ]       |
| 26.  | Ignaz Moscheles               | 1794-1870 | 3/4        | do M                     |                          | 64                |                   |
| 27.  | Ignaz Franz Edler von Mosel   | 1772-1844 | 3/4        | do M                     |                          | 64                |                   |
| 28.  | Franz Xaver Wolfgang Mozart   | 1791-1844 | 3/4        | do M                     | Con fuoco                | 64                | [ nota 18 ]       |
| 29.  | Joseph Panny                  | 1796-1838 | 6/8        | la m                     | Allegro con brio         | 68                |                   |
| 30.  | Hieronymus Payer              | 1787-1845 | 3/4        | do M                     |                          | 64                |                   |
| 31.  | Johann Peter Pixis            | 1788-1874 | 3/4        | do M                     |                          | 64                |                   |
| 32.  | Wenzel Plachy                 | 1785-1858 | 3/4        | do M                     | Con fuoco                | 64                | Organista bohemi. |
| 33.  | Gottfried Rieger              | 1764-1855 | 3/4        | do M                     | Allegro ma no troppo     | 64                | [ nota 19 ]       |
| 34.  | Philipp J Riotte              | 1776-1856 | 3/4        | fa m – fa M              | Allegro                  | 92                |                   |
| 35.  | Franz Roser                   | 1779-1830 | 6/8        | la♭ M                    |                          | 32                | [ nota 20 ]       |
| 36.  | Johann B Schenk               | 1753-1836 | 3/4        | do M                     | Moderato                 | 120               | "Caprice"         |
| 37.  | Franz Schoberlechner          | 1797-1843 | 3/4        | do M                     |                          | 64                |                   |
| 38.  | Franz Schubert                | 1797-1828 | 3/4        | do m                     |                          | 64                | [ nota 21 ]       |
| 39.  | Simon Sechter                 | 1788-1867 | 3/4        | do M                     |                          | 64                | [ nota 22 ]       |
| 40.  | «S.RD»                        | 1788-1831 | 3/4        | do M                     | Allegro                  | 136               | "Fuga"            |
| 41.  | Maximilian Stadler            | 1748-1833 | 3/4        | do M                     |                          | 64                | [ nota 24 ]       |
| 42.  | Joseph von Szalay             | 1800-1860 | 3/4        | do M                     |                          | 64                | [ nota 25 ]       |
| 43.  | Václav Tomášek                | 1774-1850 | 3/4        | do M                     | Tempo giusto             | 64                | [ nota 26 ]       |
| 44.  | Michael Umlauf                | 1781-1842 | 3/4        | do M                     | Presto                   | 64                |                   |
| 45.  | Bedřich Diviš Weber           | 1766-1842 | 3/4        | do M                     | Con fuoco                | 64                | [ nota 27 ]       |
| 46.  | Franz Weber                   | 1805-1876 | 3/4        | do M                     | Brillante                | 64                |                   |
| 47.  | Carl Angelus von Winkhler     | 1796-1845 | 4/4        | do M                     | Allegro con fuoco        | 64                | [ nota 28 ]       |
| 48.  | Franz Weiss                   | 1778-1830 | 3/4        | do M                     | 64                       |                   | [ nota 29 ]       |
| 49.  | Jan August Vitásek            | 1770-1839 | 3/4        | do M                     | Un poco moderato         | 64                | [ nota 30 ]       |
| 50.  | Jan Václav Voříšek            | 1791-1825 | 3/4        | do M                     |                          | 64                | [ nota 31 ]       |
| Coda | Carl Czerny                   | 1791-1857 | 3/4        | Diverses (acaba en do M) | Vivace                   | 199               |                   |